# Luciano Banchi
Luciano Banchi (Radicofani, 27 dicembre 1837 – Siena, 4 dicembre 1887) è stato un politico e archivista italiano.

## Biografia
Luciano Banchi, figlio di Luigi e della sua seconda moglie Barbera Modesti, a seguito degli spostamenti fatti dal padre quale direttore di uffici postali, trascorse l'infanzia ad Arezzo, Pisa - dove iniziò a studiare presso un istituto privato fondato da Antonio Guadagnoli - e a Siena, dove giunse nel 1848, all'età di 11 anni. Morto Luigi nel 1850, la famiglia Banchi si trovò in uno stato di grande indigenza. Ciò nonostante la vedova riuscì a far condurre studi regolari sia a Luciano, sia al secondo figlio Vittorio, affidandone l'istruzione ai padri scolopi del Convitto Tolomei. Mentre Luciano, avviato allo studio dei classici, della lingua francese e di quella tedesca si sarebbe dedicato agli studi universitari, il fratello Vittorio avrebbe egli stesso aderito all'Ordine calasanziano e quindi, come padre scolopio, si sarebbe dedicato per tutta la vita all'attività educativa. Iscrittosi nel 1854 al corso di notariato presso l'Università di Siena, Luciano Banchi ebbe modo di approfondire gli studi nell'ambito giuridico. Di simpatie liberali, egli venne in questi anni a far parte di una piccola società di studenti universitari che univano ideali risorgimentali a pretese di composizione letteraria (gli Amici callofili) e in quel contesto scrisse, tra l'altro, un dramma (Giovacchino Murat) di cui nel 1857 la polizia proibì la rappresentazione. Egli, parallelamente collaborò al periodico locale Indicatore senese, ricorrendo anche all'anagramma Labano Cinuchi, con articoli talora rivelatori di posizioni rivoluzionarie.
Ottenuta l'idoneità professionale, Banchi entrò come aiuto ministro del censo nella cancelleria comunitativa di Montalcino il 5 agosto 1859 e, il mese dopo, fu trasferito quale commesso sottoarchivista all'Archivio di Stato di Siena - istituito il 17 novembre dell'anno precedente - su richiesta del direttore Filippo Luigi Polidori. Di fatto fin dall'ingresso in Archivio di Stato, Luciano Banchi si trovò a dirigere le operazioni di concentrazione e ordinamento dei fondi documentari che nei primi anni sessanta dell'Ottocento pervenivano a Palazzo Piccolomini. Nel 1865, alla morte del Polidori, egli divenne direttore reggente dell'Archivio e dal 1875 al 1887 direttore. L'attività di Luciano Banchi seguì dapprima l'impostazione teorica e pratica diffusa in Toscana da Francesco Bonaini, con la cesura fra documentazione di Repubblica e Granducato. Rivista in seguito questa impostazione, Luciano Banchi a partire dal 1865 iniziò una ricomposizione dei fondi nel segno della continuità istituzionale che aveva caratterizzato le magistrature senesi fino alle soglie dell'Ottocento, così da esporre i frutti del lavoro svolto nella Relazione sugli archivi italiani pubblicata dal Ministero dell'interno nel 1883.
Parallelamente all'attività nel contesto archivistico, Luciano Banchi svolse un intenso lavoro in ambito politico, tanto che potremmo intitolare al suo nome un'intera fase della storia senese nel secondo e terzo decennio successivi all'Unità d'Italia. Dopo aver partecipato nel 1865 alla costituzione di un unico gruppo liberale in funzione anticlericale, nel 1867 egli fu protagonista di una scissione della parte progressista del partito, in netta opposizione con l'ala conservatrice. Eletto in Consiglio comunale nel luglio 1867, divenne assessore nell'ottobre seguente e sindaco di Siena nel gennaio 1870, carica che avrebbe mantenuto fino all'ottobre successivo. Nel dicembre 1871 fu nominato dal Consiglio comunale soprintendente deli'Orfanotrofio, mansione che tenne ininterrottamente fino alla morte. Chiamato di nuovo alla carica di assessore nel 1872, si trovò a svolgere funzioni di sindaco per le dimissioni del titolare Federico Comini per circa un anno, in una fase di grande incertezza nell'amministrazione locale. Tra il 1873 e il 1886 egli fece parte del Consiglio provinciale - e di esso fu vicepresidente dal 1880 al 1883 - venendo eletto a più riprese nel mandamento di Chiusi, in rappresentanza del Comune di Cetona. Nel 1873 fu quindi nominato dal Consiglio comunale di Siena membro della Deputazione del Monte dei Paschi, all'interno della quale fu eletto presidente, incarico che avrebbe tenuto fino al 1877. Confermato consigliere comunale nel 1876 con 854 preferenze su 1072 votanti, fu nominato dal Governo sindaco nel giugno 1877 e nello stesso anno ricevette l'incarico di sovrintendente deli'Istituto provinciale delle belle arti, carica mantenuta fino al 1881.
In quel torno di anni, Banchi fu inoltre nominato presidente della sezione letteraria e di storia patria dell'Accademia dei Rozzi, presidente dell'Accademia dei Fisiocritici, presidente dalla Società di mutuo soccorso, operaio del Conservatorio di Santa Maria Maddalena, membro della Società di esecutori di pie disposizioni, amministratore dell'ospedale di Santa Maria della Scala e presidente della Società economica del lavoro. Nel gennaio 1878, Luciano Banchi sposò la ventiquattrenne Giuseppina Brini, originaria di Barberino Val d'Elsa, dalla quale nel dicembre dello stesso anno avrebbe avuto la figlia Barbera, la maggiore di altri due figli, Luigi ed Eulalia. Ritiratosi temporaneamente dalla vita politica, accettò di ricandidarsi nuovamente al Consiglio comunale nel 1880, venendo eletto con 672 preferenze su 1131 voti. Dopo aver ricoperto come facente funzioni la carica di sindaco, nel marzo 1881 fu nuovamente nominato dal governo a capo dell'amministrazione civica senese, riuscendo a portare a termine il proprio mandato e ad essere confermato nella carica altre due volte, fino all'anno della morte. Colpito da emorragia cerebrale nel maggio 1887 ed ormai gravemente ammalato, nel settembre dette le dimissioni dalla massima carica cittadina. Fu sepolto nella tomba di famiglia nel cimitero della Misericordia.
Presso il Comune di Siena è conservato il busto di Luciano Banchi, scolpito dallo scultore Tito Sarrocchi.

## Archivio

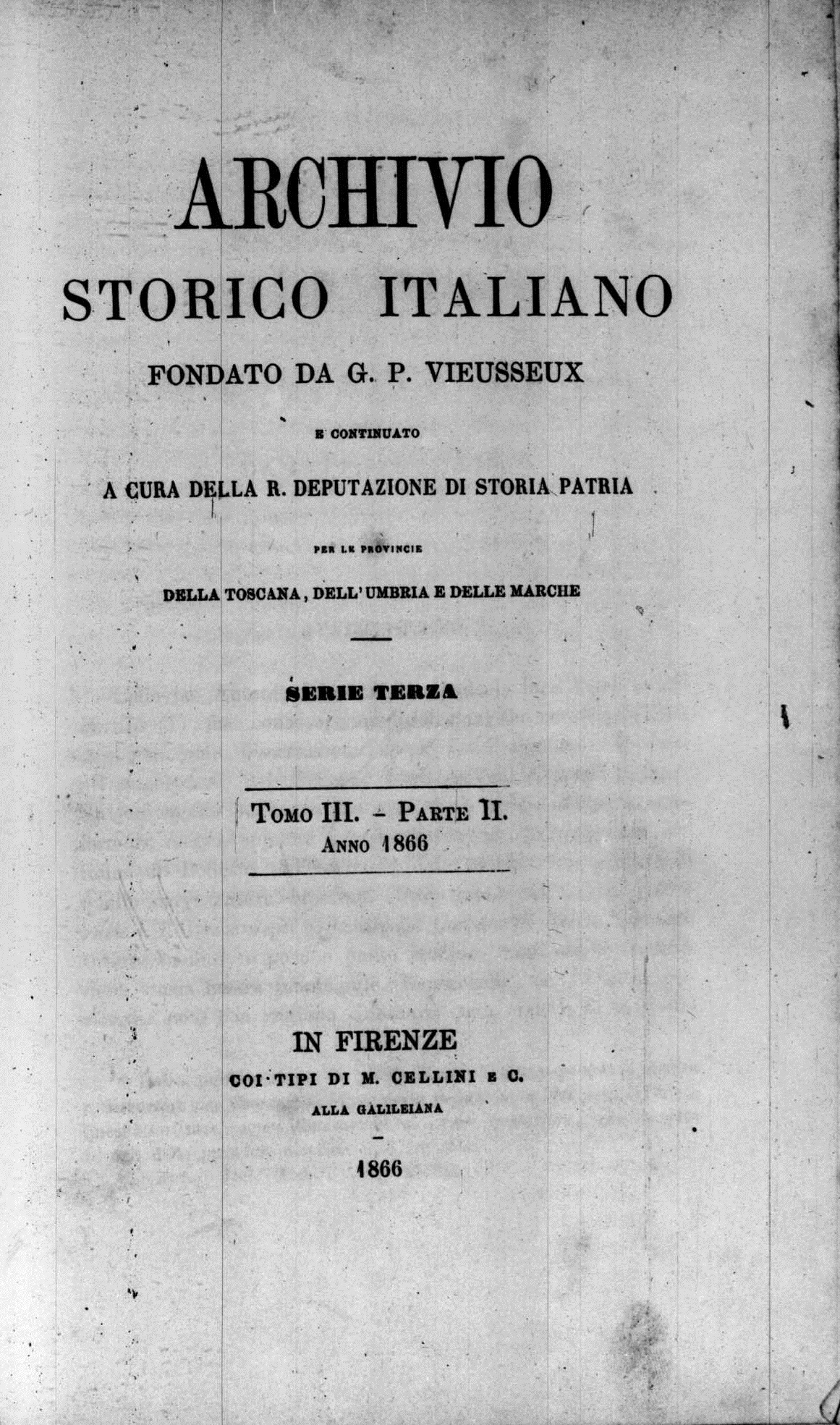
Breve degli officiali del comune di Siena, 1866

Presso l'Archivio storico del Comune di Siena è conservata una parte della documentazione delle carte di Luciano Banchi.  Il fondo è costituito da 13 lettere autografe di Giosuè Carducci a Luciano Banchi (14 luglio 1859-18 febbraio 1882), donate nel 2006 da Giovanni Banchi, discendente di Luciano. L'inizio del rapporto di amicizia tra Banchi e Carducci data a partire dal 1859. Ripetuti furono negli anni seguenti i soggiorni di Carducci a Siena: nell'estate 1863, in quella del 1871, nel corso 1875 e del 1894. In particolare nel 1875 egli fu ospite di Luciano Banchi nella sua casa posta nel Casato di Sotto, palazzo Bellugi, ora al numero civico 45, dove il soggiorno è ricordato da una lapide apposta nella facciata nel 1939. I documenti in questione, accompagnati dalle lettere inviate da Banchi a Carducci e conservate presso la Casa Carducci a Bologna, sono stati oggetto di una specifica edizione curata da Giulia Barbarulli sulla base anche della precedente "Edizione nazionale delle lettere di Giosuè Carducci", pubblicata dall'editore Zanichelli fra il 1938 e il 1968.
Un ulteriore fondo di Luciano Banchi è conservato presso la Biblioteca degli intronati di Siena, è costituito da manoscritti, dal carteggio privato e dalla sua biblioteca personale. Con delibera del Consiglio comunale del 23 ottobre 1888, il Comune di Siena approvò l'acquisto della 'libreria' di Luciano Banchi, affidandone la conservazione alla Biblioteca comunale. Al momento dell'ingresso dei materiali (29 marzo 1889) venne redatto un "Catalogo della Libreria del fu comm. Luciano Banchi" (archivio della Biblioteca XX.32), che porta in allegato (archivio della Biblioteca XX.32 bis) un catalogo precedente, datato 29 agosto 1888 e sottoscritto da Giuseppina Brini vedova Banchi e da Fortunato Donati, bibliotecario, che fu verosimilmente redatto in vista della delibera consiliare suddetta.

## Opere
- Luciano Banchi (a cura di), Breve degli officiali del comune di Siena, Firenze, Tipografia Galileiana, 1866.
- Statuti senesi scritti in volgare ne' secoli XIII e XIV e pubblicati secondo i testi del R. Archivio di Stato in Siena, Bologna, presso Gaetano Romagnoli, 1863-1877.
  -  Luciano Banchi (a cura di), Statuti senesi scritti in volgare nei secoli XIII e XIV, vol. 2, Bologna, Romagnoli, 1871.
  -  Luciano Banchi (a cura di), Statuti senesi scritti in volgare nei secoli XIII e XIV, vol. 3, Bologna, Romagnoli, 1877.